# Protéine de réplication A
Pour les articles homonymes, voir RPA.
La protéine de réplication A (RPA) est une protéine de liaison à l’ADN simple brin présente chez les organismes eucaryotes. Cette protéine joue un rôle essentiel dans plusieurs processus associés au métabolisme de l'ADN chez ces organismes, notamment dans la réplication, la réparation et la recombinaison. C'est l'équivalent de la protéine SSB chez les bactéries.
Lors de la réplication, la RPA permet de maintenir sous forme simple brin le duplex d'ADN qui a été ouvert par une hélicase. Ceci est essentiel pour la réplication du brin lent qui est synthétisé de manière discontinue sous forme de fragments d'Okazaki. Elle permet en particulier de protéger les régions d'ADN simple brin entre ces fragments jusqu'à l'arrivée de l'ADN polymérase. 
RPA intervient aussi dans le mécanisme de réparation par excision de nucléotides, où elle stabilise le brin d'ADN non-endommagé sous forme monocaténaire, après excision du brin complémentaire endommagé de part et d'autre de la lésion.
Cette protéine se fixe principalement à l’ADN monocaténaire. Elle peut également se lier à l’ADN bicaténaire, mais avec bien moins d’affinité. La RPA est composée de trois sous-unités : une sous-unité RPA1 de 70 kDa, une sous-unité RPA2 de 32 kDa et une sous-unité RPA3 de 14 kDa. C’est dans la sous-unité 70 kDa qu’est situé le site de liaison avec la molécule d’ADN.